# Jennison Heaton
Jennison Heaton (16. dubna 1904 New Haven – 6. srpna 1971 Burlingame) byl americký bobista a skeletonista.
Na Zimních olympijských hrách ve Svatém Mořici v roce 1928 získal zlatou medaili ve skeletonu a stříbro v soutěži pětičlenných bobů. Ve skeletonu porazil svého favorizovaného mladšího bratra Johna (zvaného též Jack), který tak získal stříbro. Později se oženil s Beulah Fiskeovou, a stal se tak švagrem Billyho Fiskeho, také olympijského bobisty.